# 東部大區 (加納)
東部大區（英語：Eastern Region）是加納的16個大區之一，位於該國東南部，首府科福里杜亞，下分26縣區，北臨東博諾大區，東接沃爾特大區，南面是大阿克拉大區，西南面是中部大區，西北面是阿散蒂大區，面積19,323平方公里，2010年人口2,633,154。